# حاجی قدیرلی (آق‌سو)
حاجی قدیرلی (به لاتین: Hacıqədirli) یک منطقه مسکونی در جمهوری آذربایجان است که در شهرستان آق‌سو واقع شده است. حاجی قدیرلی ۲۹۸ نفر جمعیت دارد.